# Lushan (Pingdingshan)
Lushan (chinesisch 魯山縣 / 鲁山县, Pinyin Lǔshān Xiàn) ist ein Kreis im Zentrum der chinesischen Provinz Henan, der zum Verwaltungsgebiet der bezirksfreien Stadt Pingdingshan gehört. Er hat eine Fläche von 2.407 km² und zählt 787.600 Einwohner (Stand: Ende 2018).

## Administrative Gliederung
Auf Gemeindeebene setzt sich der Kreis aus vier Straßenvierteln, fünf Großgemeinden und vierzehn Gemeinden zusammen. 

## Denkmäler
Die Eisenschmelze von Wangchenggang (Wangchenggang yezhi yizhi 望城岗冶铁遗址), die Stätte des Duandian-Keramikbrennofens (Duandian yaozhi 段店窑址) und die Yuan-Cishan-Tafel (Yuan Cishan bei 元次山碑) (Yuan Jie) stehen seit 2006 auf der Liste der Denkmäler der Volksrepublik China.